# .204 Ruger
El .204 Ruger es un cartucho de rifle de fuego central desarrollado por Hornady y Ruger en el año 2004. Al momento de su introducción, el .204 Ruger fue el segundo cartucho más rápido comercializado y el único de fuego calibre .204 pulgadas/5 mm.

## Características
El 204 Ruger fue desarrollado del .222 Remington Magnum, cuyo casquillo tiene una capacidad dee carga de pólvora 5% mayor que el 5.56×45mm NATO (.223 Remington). Para lograr el 204 Ruger, se ajustó el cuello del 222 Remington Magnum a .204 pulgadas (5 mm) y el hombro se movió hacia adelante, pronunciando el ángulo en 30 grados. Las balas disponibles en .204 pesan de 24 a 55 granos (1.55g a 3.56g). El Hornady promociona una velocidad de salida de 4,225 pies por segundo (1288 m/s) con un proyectil 32-granos (2.1 g). Para conseguir estas velocidades, la fábrica utiliza una composición de pólvora propia conocida internamente como SMP746, especialmente formulado por Primex, que presenta una fórmula que previene la acumulación de cobre en el cañón. Muchos fabricantes de rifles AR-15 fabricantes ofrecen la alternativa del .204 Ruger además del 5.56×45mm/.223 Rem.

## Desarrollo
El .204 Ruger fue el segundo cartucho desarrollado por Ruger y Hornady después del .480 Ruger Revolver, introducido en 2003 para el revolver Super Redhawk. Ruger ofrece variantes del Ruger M77 y el Ruger No.1.en .204 Ruger y Hornady lo introdujo con proyectiles de 30-y-40-granos (1.9 y 2.6 g).
El .204 Ruger estuvo pretendido principalmente para caza menor y de alimañas, debido a la trayectoria plana y reducida energía cinética, siendo un calibre intermedio entre los .224 como el .220 Swift o el .22-250 Remington, y los diminutos.17 Remington y .17 HMR. La máxima trayectoria plana del .204 Ruger es de 270 yardas (250 m).
- Ballistics Gráfico Por Hornady

## Lectura más lejana
- Dimensiones de cartucho de 6mmbr.com
- Revista de pistolas, 2004
- Gunblast.com, mayo 2004